# Saaletalbrücke Hollstadt
Die Saaletalbrücke Hollstadt ist eine 592 m lange Brücke der Bundesautobahn 71. Es ist das zweitlängste Brückenbauwerk im bayerischen Streckenabschnitt.
Die Brücke liegt zwischen den Anschlussstellen Mellrichstadt und Bad Neustadt an der Saale und überquert das Tal der Fränkischen Saale bei Hollstadt. Dabei werden in einer Höhe von maximal 39 m mit neun Feldern auch ein Mühlbach, die Landstraße zwischen Hollstadt und Wülfershausen an der Saale, die ehemalige Trasse der Bahnstrecke Bad Neustadt–Bad Königshofen und ein Wirtschaftsweg mit dem Saaletal-Radweg überspannt.
Gebaut wurde die Brücke mit zwei getrennten Überbauten zwischen den Jahren 2002 und 2005. Aufgrund der Insolvenz des ausführenden Unternehmens gab es bei der Fertigstellung der Brücke eine Verzögerung von ungefähr einem Jahr.

## Gründung und Unterbauten
Die Widerlager und die Pfeiler sind auf Bohrpfählen tiefgegründet. Der Vollquerschnitt der Pfeiler besteht aus einem Rechteck mit abgerundeten Stirnflächen bei Höhen bis zu 34 m. Zur Aufnahme der Lager weiten sich die Pfeilerköpfe oben auf.

## Überbauten

Hohlkastenquerschnitt einer Spannbetonbrücke

Aufgrund eines Sondervorschlages der bauausführenden Firma wurden die beiden nebeneinander liegenden Überbauten nicht als Stahlverbundkonstruktion, sondern in Spannbeton ausgeführt. Die Überbauten weisen in Längsrichtung den Durchlaufträger als Bauwerkssystem auf. In Querrichtung ist jeweils ein Hohlkastenquerschnitt mit einer konstanten Konstruktionshöhe von 4,1 m vorhanden. Die Vorspannung besteht aus einer Mischbauweise mit internen und externen Spanngliedern.
Die Stützweiten betragen für die neunfeldrige Brücke 51,8 m + 2 × 65,0 m + 68,0 m + 73,0 m + 2 × 76,0 m + 65,0 m + 51,8 m.

## Ausführung

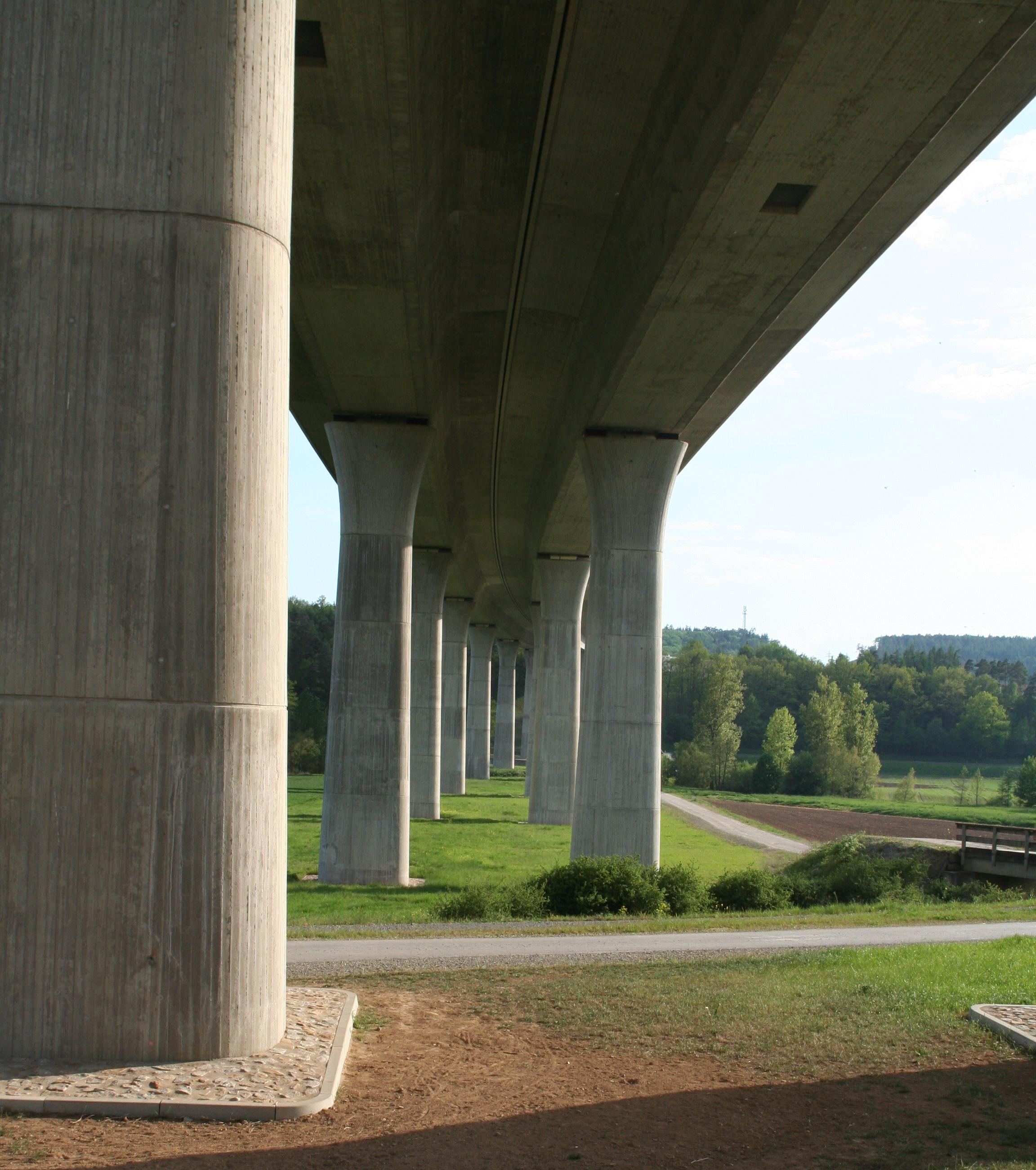
Brückenuntersicht

Die Brückenüberbauten wurden im Taktschiebeverfahren von der Adam Hörnig Baugesellschaft hergestellt. Wegen der großen Spannweiten waren dabei in Feldmitte Hilfspfeiler notwendig. Dies waren Stahlbetonhohlpfeiler von 14 m bis 33 m Höhe, die nach Fertigstellung des Überbaus mit Hilfe von Sprengungen wieder abgebrochen wurden.